# Wendell Phillips (arkeolog)
Wendell Phillips, född 25 september 1925,  död 4 december 1975, var en amerikansk arkeolog i Främre Asien.
Wendell Phillips grundade den 13 maj 1949 Amerikanska stiftelsen för studiet av människan. Han blev bekant genom sin expedition och utgrävning mellan 1950 och 1952 i Jemen och i Oman, om vilken han skrivit i boken Qataban och Saba.